# Teodoro Cuesta
Teodoro Cuesta García-Ruiz (La Pasera, Mieres, 9 de noviembre de 1829 - Oviedo, 1 de febrero de 1895) fue un poeta español.

## Biografía

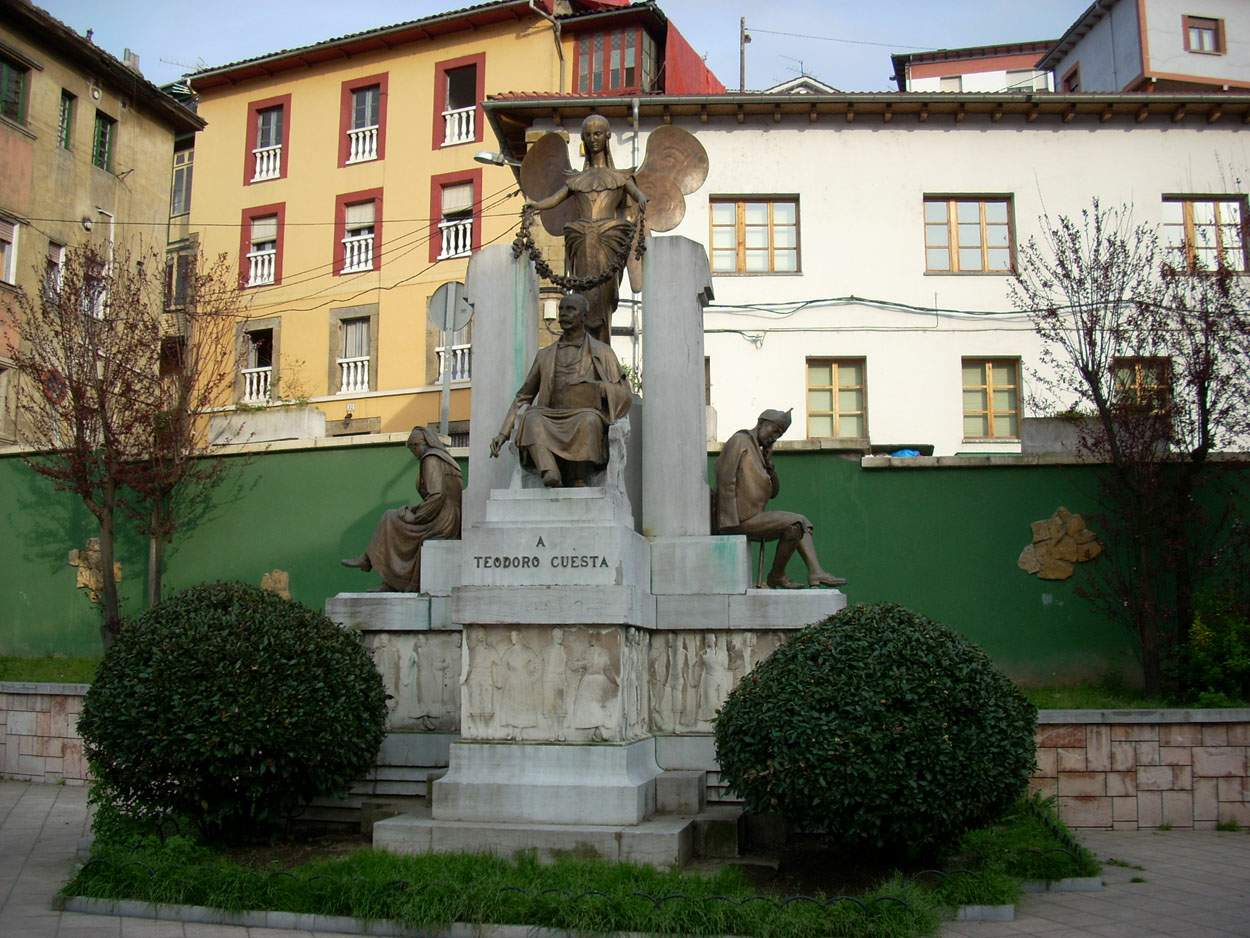
Monumento a Teodoro Cuesta en Mieres

Nació en el barrio de la Pasera en el concejo de Mieres. Su padre, muerto antes de nacer el poeta, se llamaba Ramón Cuesta, farmacéutico que regentaba una botica en Mieres. Su madre María Luisa García-Ruiz, era ama de casa. Su infancia transcurre en Mieres hasta que a los ocho años de edad y debido a las dificultades económicas familiares se va a vivir con su abuelo, Federico García-Ruiz, médico que ejercía en Oviedo. Estando en Oviedo realiza los primeros estudios hasta los quince años, momento este que abandona los estudios al entrar como cajista en una imprenta de Oviedo. Desde este momento durante toda su vida se dedica a diferentes trabajos, de los que se puede destacar: impresor, gacetillero y periodista en Gijón, maestro de música en Mieres, tocador de xiblata, y empleado de beneficencia en Oviedo.
Desde 1845 a 1876 se dedica al estudio de la música, estudiando composición y armonía y centrándose en la flauta, además de tocar la flauta empieza a componer diferentes obras. En su vida profesional se dedica al trabajo dentro de las imprentas trabajando en diferentes imprentas de Oviedo y al final acaba trabajando en la gerencia de una imprenta en Gijón. Después de su etapa de Gijón encuentra trabajo en Oviedo dónde vuelve en 1853. Es en esta ciudad dónde conoce a Gertrudis Urdangaray y Goy con la que se casa el 22 de septiembre de 1854 en la iglesia de San Isidoro de Oviedo.
En 1856 se hace cargo de la banda de música de Mieres como director. Durante dos años realiza esta labor con gran acierto lo que le hace merecedor de una creciente fama que le hace al final conseguir un ascenso y así el 7 de febrero de 1858 pasa a dirigir la banda de música del Hospicio de Oviedo. El 30 de mayo de 1876 después de desempeñar una gran labor dentro de la banda le nombran administrador del Hospicio, una vez en este cargo se empieza a dedicar a la literatura más que a su labor de músico, hasta su muerte en 1895.
.
En el año 1888 debido a unos recortes de presupuesto, se le jubila prematuramente del puesto del hospicio, esto hace que entre en una fase de declive económico puesto que el dinero de la jubilación nunca le llegó realmente. Fallece en 1895 según se cree de un infarto, siendo una persona por entonces de gran fama y reconocimiento su funeral se convierte en multitudinario, celebrándose en Oviedo, a este acto asistieron las más importantes personalidades de la época, de las que cabe destacar: Félix de Aramburu, Fermín Canella Secades, Leopoldo Alas (Clarín).
De su matrimonios concibió cinco hijos sus nombres son: Arturo, Rafael, Amelia, Gumersinda y Concha. Fue bisabuelo del rector de la Universidad de Oviedo, Teodoro López-Cuesta.

## Obra literaria
Las primeras noticias que se tienen de él son de 1845 en las que lee su primer poema de La «mendiga» en el Liceo ovetense.
Desde 1858 a 1876 se dedica básicamene a la música, se convierte en un buen flautista y dentro de su faceta de compositor, compone numerosas obras, sobre todo religiosas (misereres, ofertorios, salves...).
Colabora en diferentes ediciones como «El Industrial», «El Faro Asturiano» y «El Independiente
- Sus «Poesías asturianas» se publicaron en 1896 con prólogo de Alejandro Pidal y Mon
- «Andalucía y Asturias»
- «El protomártir asturiano Fr. Melchor García Sampedro (Poema en bable)»